# Boba Fett
Boba Fett is een personage uit de Star Wars-saga. Hij is de clone van de premiejager Jango Fett, die hem heeft opgevoed en die hij ziet als vader. Hij diende oorspronkelijk als het model voor het leger Clone Troopers. Boba is opgegroeid op Kamino, opgevoed door zijn vader en Taun We. Tijdens een veldslag op Geonisis werd Jango gedood. Boba stapte hierna in zijn vaders voetsporen en werd zelf een premiejager. Boba Fett spreekt in de film-serie bijzonder weinig.

## Rol inStar Wars

### Attack of the Clones
In Attack of the Clones verschijnt Boba Fett als een tienjarige jongen op de oceaanwereld Kamino tezamen met zijn vader. Obi-Wan Kenobi ontmoet hen wanneer hij op zoek is naar de eigenaar van een giftig pijltje afgevuurd op Zam Wesell op de planeet Coruscant. Jango Fett gaat twee gevechten aan. Boba ziet dat zijn vader Jango Fett gedood wordt door Mace Windu op de planeet Geonosis.

### The Clone Wars
In The Clone Wars is te zien hoe Boba Fett wraak wil nemen op Jedi-meester Mace Windu, omdat deze zijn vader heeft gedood. Premiejagers Aurra Sing en Bossk helpen de jonge Boba om zijn taak te volbrengen, maar slagen niet in hun opzet.

### The Bad Batch
Boba Fett wordt genoemd in Star Wars: The Bad Batch. De aflevering "Bounty Lost" ("Beloning Kwijt") onthult dat Boba's oorspronkelijke codenaam Alpha is, en dat Omega een tweede ongewijzigde replica van Jango Fett is, en daarom Boba's zus is.

### A New Hope
In A New Hope treedt premiejager Boba Fett (nu volwassen) slechts een paar seconden voor het voetlicht, nadat Han Solo met Jabba de Hutt heeft gesproken over het geld dat Han van Jabba geleend heeft. Dit fragment is te zien vanaf de "Special Edition"-versie van Star Wars, uitgebracht in 1997 en de latere dvd en blu-rayversies. In de originele bioscoopfilm kwam Boba Fett niet voor.

### The Empire Strikes Back
In The Empire Strikes Back is Fett een van de zes premiejagers die door Darth Vader wordt ingehuurd om de bemanning van de Millennium Falcon te vinden. Fett volgt het ruimteschip naar Cloud City, waar Vader de bemanning gevangenneemt en Han Solo martelt. Met het doel de premie te innen die Jabba the Hutt op Solo heeft geplaatst, bevraagt Fett Vader over de gevaren van het invriezen in carbonite, dat Vader van plan is te gebruiken op zijn ware doelwit, Luke Skywalker. Vader belooft dat het rijk Fett zal compenseren als Solo sterft, maar de smokkelaar overleeft en Vader draagt hem over aan Fett, die vertrekt om hem af te leveren aan Jabba in zijn schip de Slave I.

### Return of the Jedi
Boba Fett is aanwezig in het paleis van Jabba de Hutt en is ook present bij de terdoodveroordeling van Luke Skywalker, Han Solo en Chewbacca bij de muil van de Sarlacc, een monster dat zijn prooi in duizend jaar langzaam verteert. Ongelukkigerwijs belandt Boba in de bek van het beest en weten Skywalker en zijn vrienden de hele zeilboot van de Hutt op te blazen en te ontsnappen.

### Legends
- Boba Fett is er steeds op uit om Han Solo te vernietigen, maar deze is hem altijd te slim af.
- Boba Fett redde eens Han Solo's leven.
- Boba Fett overleeft de Sarlacc en gaat door met zijn beroep als premiejager.

- Library of Congress Control Number: nb2015003386
- Nationale Bibliotheek van Israël: 987007556496405171
- Virtual International Authority File: 314900761
- WorldCat: E39PBJxMftyw9BQcm439BTKKh3